# صماد

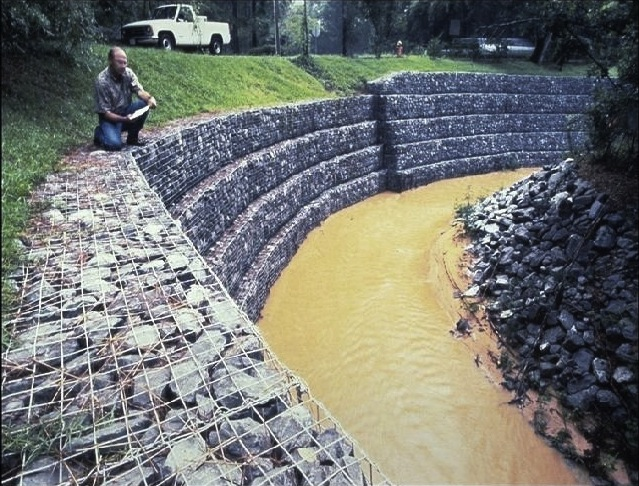
صماد مصنوع من أسلاك معدنية لتدعيم بناء.

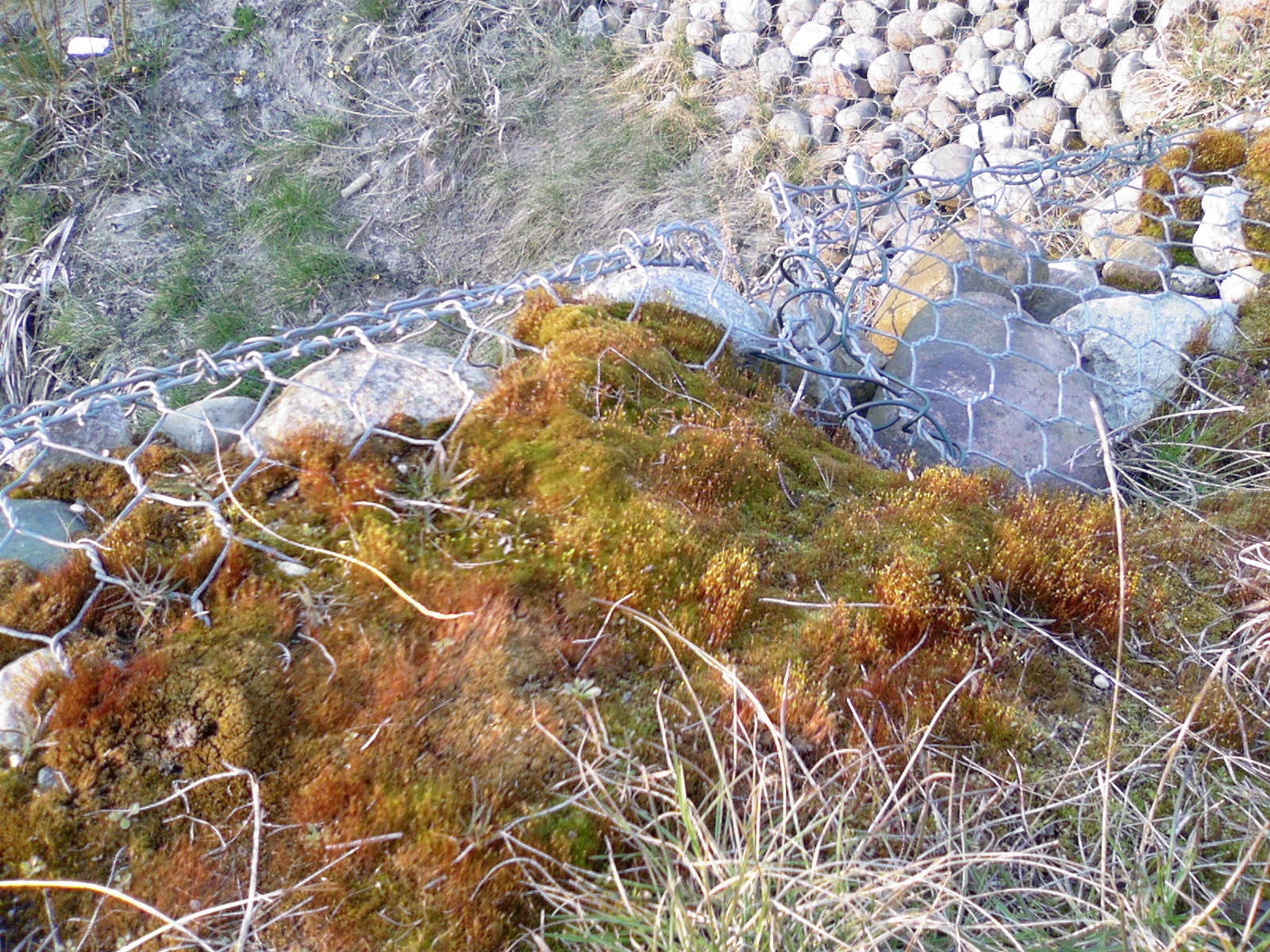
نباتات تنمو على صماد.

الصِّمَاد (بالإنجليزية: Gabion)‏ هو شبكة في الغالب من أسلاك حديدية غير قابلة للصدأ تحتجز كمية من الحجارة. يستعمل في تشييد بعض أنواع البنايات أو كجدار داعم وحتى الحواجز المائية الصغيرة.
يستعمل الصماد على ضفاف الأنهار والمجاري المائية للحيلولة ضد تآكل الضفاف وانجرافها خاصة عند الفيضانات. كما استعملته الجيوش في الحروب كواقي من نيران العدو غير أنه عوض بأكياس الرمل والتراب.
كلفة تهيئة الصماد قليلة نظراً لاعتماده فقط على أشياء متوفرة عادة.